# Peter Olausson (född 1956)
Ulf Peter Olausson, född 28 mars 1956 i Kungsbacka, är en svensk arkivarie och historiker.
Peter Olausson är verksam som universitetslektor vid Karlstads universitet, med inriktning på arkivvetenskap och Värmlands historia. Han är ledamot i bland annat Värmländska Akademien, Värmländska Författarsällskapet och Sveriges Författarförbund.
Olausson utnämndes 2012 till årets Värmlandsförfattare. Han tog 2017 emot Victor Örnbergs hederspris för sina insatser för släktforskning.